# کافه بازار

لوگوی پیشین بازار تا نوامبر ۲۰۲۰

کافه بازار یک فروشگاه نرم‌افزار اندروید ایرانی است که در ژانویه ۲۰۱۱، حسام میرآرمندهی و شماری از دانشجویان دانشگاه شریف آن را طراحی کردند.
در کافه بازار بیش از ۱۳۰ هزار نرم‌افزار کاربردی اندرویدی ایرانی ساخته‌شده توسط ۲۱ هزار توسعه‌دهنده، به بیشتر از ۵۰ میلیون کاربر ارائه می‌شود. در اسفند سال ۱۳۹۳، این برنامه ۱۷ میلیون نصب فعال داشته و ۱۴ میلیون اکانت کاربری فعال داشته است. این شمار در اواخر سال ۹۵ به ۳۲ میلیون نصب فعال رسید و در ابتدای سال ۱۳۹۸ از مرز ۴۰ میلیون نصب فعال گذشت. درآمد توسعه‌دهندگان از فروش و تبلیغات ۱۲ میلیارد تومان در سال ۱۳۹۳ اعلام شد. ارزش این شرکت در سال ۲۰۱۴ میلادی ۲۰ میلیون دلار تخمین زده می‌شود. بر پایهٔ گزارشی، این اپلیکیشن بیش از ۱۰۰ میلیون دلار ارزش فروش دارد.
تا دی ۱۳۹۹، کافه بازار به بیش از ۴۵ میلیون نصب فعال دست یافته است؛ همچنین تا پایان آذر ۹۹، حدود ۵۶ هزار توسعه‌دهندهٔ فعال در کافه بازار فعالیت داشته‌اند. تعداد نصب برنامه از این نرم‌افزار در پایان سال ۱۴۰۱ به ۱/۸ میلیارد نصب رسید. در سال ۱۴۰۲، بیش از ۲ هزار برنامه و بازی از سرویس تبلیغات بازار استفاده کردند و این تبلیغات منجر به بیش از ۴۶٫۲ میلیون‌بار نصب از راه این پلتفرم شد.
بیشتر اپلیکیشن‌های جستجوشده در کافه‌بازار در زمینه ابزارها، آموزشی و سرگرمی است و بازی‌های مسابقه‌ای، اکشن و تفننی نیز پرجستجوترین دسته‌بندی‌های بازی در این پلتفرم هستند. همچنین بر پایهٔ گزارشی که از کارکرد کاربران گوشی‌های اندرویدی در بازار گردآوری شده، شمار جستجوی برنامه از بازار در سال ۱۴۰۲، ۱/۱۷ میلیارد و شمار جستجوی بازی ۸۸۴ میلیون مورد بوده است.

## پیشینه
در سال ۱۳۸۹ کاظم محمدزاده و شماری از دانشجویان دانشگاه شریف بر روی پروژه‌ای به نام «فارسی‌تل» کار می‌کردند. هدف این پروژه، «فارسی‌سازی اندروید و تولید شماری برنامهٔ ضروری فارسی» بود. در دی‌ماه همان سال حسام میرآرمندهی که برای ادامهٔ تحصیل به دانشکدهٔ کارآفرینی دانشگاه چالمرز سوئد رفته بود، به ایران بازمی‌گردد و در ایران ماندگار می‌شود. او پروژهٔ فارسی‌تل را متوقف می‌کند و به دنبال راه‌اندازی فروشگاه آنلاین نرم‌افزارهای اندروید می‌رود. وی در بهمن ۱۳۸۹ نخستین نسخهٔ کافه بازار را در کنگرهٔ موبایل ایران منتشر می‌کند.
این شرکت هم‌اکنون در منطقه طرشت تهران جای گرفته است و بیش از ۲۰۰ نفر کارمند در آن مشغول به کار هستند.
۳ بهمن ۱۴۰۳ هلدینگ «هزاردستان» مالکیت «کافه بازار» را به گروه تپسل واگذار کرد.

## بخش توسعه‌دهندگان و پذیرش اپ‌ها

### امنیت
برنامه‌ها و بازی‌هایی که در کافه‌بازار پذیرش می‌شوند بدون گزارش آنتی‌ویروس‌ها، اجازه پخش در بازار نمی‌گیرند. کاربران می‌توانند پیش از نصب، نتیجهٔ بررسی ده آنتی‌ویروس از جمله مک‌آفی، کسپرسکی، گوگل‌پلی‌پروتکت، ناد۳۲ و سیمنتک را ببینند. این آنتی‌ویروس‌ها رفتار مخرب در برنامه‌ها و بازی‌ها را شناسایی می‌کنند.

### پشتیبانی از فرمت باندل
باندل (aab.) یک فرمت انتشار برای برنامه‌های اندرویدی است که تمامی کدهای کامپایل‌شده (compiled) و منابع (resources) برنامه را دربرمی‌گیرد. بازار از باندل برنامه‌ها برای تولید و انتشار بسته‌های بهینه‌تر و سازگار با دستگاه‌های مختلف استفاده می‌کند. انتشار برنامه در قالب باندل، به کاربران کمک می‌کند تا برنامهٔ خود را با سرعت بیشتری توسعه دهند و در هزینهٔ ساخت برنامه صرفه‌جویی کنند. با انتشار برنامه در قالب باندل، حجم برنامه‌ها به‌طور میانگین تا ۱۵ درصد کاهش پیدا می‌کند.

### انتشار تحت تراستد وب اکتیویتی
«فعالیت مورد اعتماد وب» (Trusted Web Activity) یک راه حل برای بازکردن محتوای web-app در برنامه‌هایی مانند Progressive Web App یا PWA به کار می‌رود. این پروتکل که توسط گوگل کروم ارائه شده، به بهبود عملکرد برنامه‌های web view کمک می‌کند و با نمایش یک مرورگر کروم تمام‌صفحه در برنامهٔ اندرویدی، امکان استفاده از تمامی قابلیت‌ها و امکانات کروم را در اختیار کاربران قرار می‌دهد.

### کمیسیون
کافه‌بازار به ازای فروش نخستین ده میلیارد ریال از هر توسعه‌دهنده در هر سال ۱۵ درصد کمیسیون دریافت می‌کند. این در حالی است که پیش‌تر این پلتفرم برای این‌مقدار فروش در سال ۳۰ درصد کمیسیون دریافت می‌کرد.

### تبلیغات
تبلیغات در جستجو یکی از ابزارهایی است که به کاربر اجازه می‌دهد تا بر اساس علایقش، پیشنهاد مناسب را پیدا کند. این امکان برای توسعه‌دهندگان پس از آن ارائه شد که کافه‌بازار ۴۰ میلیون کاربر را به خود جذب کرده بود.

## اثرگذاری‌ها و رویدادهای وابسته

### اثرهای فیلترینگ گوگل پلی
در پی فیلترینگ گوگل‌پلی کافه بازار در آبان ۱۴۰۱ در بیانیه‌ای ضمن اعلام دلایل مخالفتش با فیلتر گوگل‌پلی، تأکید کرد «نبودِ ابزار گوگل پلی پروتکت، آسیبی انکارناپذیر به امنیت دستگاه‌های کاربران ایرانی وارد می‌کند.» در این بیانیه همچنین اعلام شده بود «هرگونه محدودسازی دسترسی شهروندان را، چه از سوی دولت‌ها چه شرکت‌ها، سلب حقوق اولیه می‌دانیم و با آن مخالفیم».
پس از فیلترینگ گوگل‌پلی به‌عنوان مرجع اصلی دانلود برنامه‌های اندرویدی در جهان، بسیاری بر این باور بودند که فیلترینگ و تحریم‌ها باعث رشد نرم‌افزارهایی همچون کافه‌بازار شده است که این موضوع باعث واکنش این شرکت شد. در یک مورد مدیرعامل این اپلیکیشن ادعا کرد که «قویاً معتقدیم تحریم و فیلترینگ به‌ضرر کاربر است و مخالف آن هستیم. در زمان کمتر بودن فیلترینگ و تحریم وضعیت کسب‌وکار ما بهتر بود.»
براساس ادعای مدیرعامل کافه‌بازار، در شهریور ۱۴۰۱ و پس از فیلتر گوگل پلی تعداد کاربران این نرم‌افزار افزایشی حدود ۲۵ تا۳۰ درصدی داشته است اما با گذر زمان، حدود ۵ درصد از آن دسته از کاربران همچنان در بازار باقی مانده باشند.
همچنین در سال ۱۴۰۱، ۲/۴۳ میلیاردبار نصب و به‌روزرسانی از طریق بازار صورت گرفت که رشد قابل‌توجهی نسبت به ۱۳۹۹ است که احتمالاً فیلتر گوگل پلی در این رکورد بی‌تأثیر نیست.

### همکاری با کمیته فیلترینگ
پس از هک سرور ایمیل‌های کارگروه تعیین مصادیق محتوای مجرمانه و افشای مکاتبات شرکت‌ها با کمیته فیلترینگ در نمونه‌ای از این مکاتبات یکی از مدیران وقت «کافه‌بازار» در جریان اجرای دستور حذف پیام‌رسان «وایبر»، به مدیران فیلترینگ از امکان دسترسی کاربران به این پیام‌رسان از طریق دیگر رقبای این شرکت خبر می‌دهد؛ موضوعی که در نهایت باعث می‌شود این پیام‌رسان با سرعت بیشتری از باقی منابع نیز حذف شود.

### اعتراض به قطعی گسترده اینترنت
پس از ایجاد اختلال در اینترنت پس از خیزش ۱۴۰۱ ایران کافه‌بازار یکی از پلتفرم‌هایی بود که به قطعی گسترده اینترنت اعتراض کرد و مدعی شد که این اختلالات برای اکوسیستم استارتاپی کشور هزینه‌ای گزاف ایجاد می‌کند.

## سانسور اپ‌ها بر پایهٔ قوانین ایران
کافه‌بازار در دوره‌های گوناگونی با دستور مقام‌های قضایی ایران، نرم‌افزارهای پرآوازه و پرکاربر را حذف کرده است. برای نمونه، نرم‌افزارهای واتس‌اپ، اینستاگرام، ویز، تلگرام در این نرم‌افزار، برای دوره‌هایی در دسترس نبوده‌اند.